# Мелн
Мелн (њем. Mölln) град је у њемачкој савезној држави Шлезвиг-Холштајн. Једно је од 131 општинског средишта округа Херцогтум Лауенбург. Према процјени из 2010. у граду је живјело 18.712 становника. Посједује регионалну шифру (AGS) 1053090, NUTS (DEF06) и LOCODE (DE MOE) код.

## Географски и демографски подаци
Мелн се налази у савезној држави Шлезвиг-Холштајн у округу Херцогтум Лауенбург. Град се налази на надморској висини од 19 метара. Површина општине износи 25,0 km². У самом граду је, према процјени из 2010. године, живјело 18.712 становника. Просјечна густина становништва износи 747 становника/km².

## Међународна сарадња
| Мјесто | Држава | Врста сарадње | Од    |
| ------ | ------ | ------------- | ----- |
| Машево | Пољска | партнерство   | 1993. |
| Извор  |        |               |       |